# مستشفى بابل للنسائية والأطفال
مستشفى بابل للنسائية والأطفال هي مستشفى متخصصة في تقديم الخدمات الطبية للأطفال وحديثي الولادة، تقع في مدينة الحلة في منطقة باب المشهد ضمن قطاع الفيحاء السكني. تم وضع حجر الأساس لها عام 1979 وأكتمل بناؤها عام 1985. تقدم المستشفى خدمات الرعاية الطبية لمراجعيها من الأطفال منذ الولادة ولغاية 14 سنة، وكذلك للنساء الحوامل وغير الحوامل ممن لديهن أمراض نسائية. وتتضمن المستشفى صالات للولادة وصالات للعمليات الجراحية، وكذلك تضم وحدة عناية مركزة للأطفال.